# Tratado Antártico
El Tratado Antártico y otros acuerdos relacionados, colectivamente denominados como Sistema del Tratado Antártico, actualizan las relaciones internacionales con respecto a la Antártida. Para los propósitos del Tratado Antártico, la Antártida es definida como todas las tierras y barreras de hielo ubicadas al sur de la latitud 60°S sin afectar derechos sobre el alta mar allí existente. El tratado fue firmado en Washington D. C., Estados Unidos, el 1 de diciembre de 1959 y entró en vigor el 23 de junio de 1961 al depositarse el último de los instrumentos de ratificación de los doce signatarios originales. El gobierno federal de los Estados Unidos es el depositario del tratado, mientras que la sede permanente de la Secretaría del Tratado Antártico está situada en Buenos Aires, Argentina, desde su creación en 2004.
Los firmantes originales fueron: Argentina, Australia, Bélgica, Chile, Estados Unidos, Francia, Japón, Noruega, Nueva Zelanda, el Reino Unido, Sudáfrica, y la Unión Soviética, pero el tratado dejó la puerta abierta a cualquier miembro de la Organización de las Naciones Unidas, u otro estado invitado por la totalidad de los signatarios consultivos. Desde su firma el número de signatarios creció hasta un total de cincuenta y siete en febrero de 2023, pero solo veintinueve de ellos poseen la categoría de «miembros consultivos», que les otorga plenos derechos decisorios. Los restantes veintiocho son considerados «miembros no consultivos», por lo cual no gozan del derecho a votar.
El tratado tiene vigencia indefinida y no ha sufrido enmiendas. Puede ser modificado por la unanimidad de los miembros consultivos o —luego de los treinta años de vigencia— por la mayoría de miembros presentes en una conferencia convocada al efecto en la que pueden participar los miembros no consultivos. 
A partir del año 2048 cualquiera de las partes consultivas del tratado podrá solicitar la revisión de este y todo su sistema normativo, con la aprobación por mayoría relativa.

## Sistema del Tratado Antártico
Los acuerdos que integran el Sistema del Tratado Antártico son:
- Convención para la Conservación de las Focas Antárticas: (CCFA), se abrió a la firma desde el 1 de junio al 31 de diciembre de 1972 para los estados participantes en la Conferencia sobre la Protección de las Focas Antárticas. Está en vigor desde el 11 de marzo de 1978. Se aplica al mar al sur de los 60° de latitud sur;[6]
- Convención para la Conservación de Recursos Vivos Marinos Antárticos (CCRVMA), firmada en Canberra desde el 1 de agosto de 1980 y en vigor desde el 7 de abril de 1982. Se aplica al sur de una línea artificial de Convergencia antártica, que se considera que está constituida por una línea que une los siguientes puntos a lo largo de paralelos y meridianos: 50°S, 0°; 50°S, 30°E; 45°S, 30°E; 45°S, 80°E; 55°S, 80°E; 55°S, 150°E; 60°S, 150°E; 60°S, 50°O; 50°S, 50°O; 50°S, 0°;[7]
- Protocolo al Tratado Antártico sobre Protección del Medio Ambiente (Protocolo de Madrid o Protocolo Ambiental del Tratado Antártico), firmado en Madrid el 4 de octubre de 1991 y en vigor desde el 14 de enero de 1998.[8]

El Protocolo de Madrid solo puede ser firmado por miembros parte del Tratado Antártico y su área de vigencia coincide con el mismo, pero las dos convenciones son acuerdos independientes al Tratado Antártico. Sin embargo, ambas convenciones contienen disposiciones que representan un compromiso de las partes con aspectos esenciales del Tratado Antártico. La CCFA expresa en su alcance que Esta Convención se aplica al mar al sur de los 60° de Latitud Sur, respecto del cual las Partes Contratantes afirman las disposiciones del artículo IV del Tratado Antártico. Mientras que la CCRVMA expresa en su artículo III: las Partes Contratantes, sean o no Partes del Tratado Antártico, acuerdan que no se dedicarán en la zona del Tratado Antártico a ninguna actividad contraria a los propósitos y principios del Tratado Antártico, y convienen en que, en sus relaciones entre sí, están vinculadas por las obligaciones contenidas en los artículos I y V del Tratado Antártico. En su artículo IV.1 señala: las Partes Contratantes tienen la obligación de obedecer los artículos IV y VI del Tratado Antártico en lo que se refiere a sus relaciones entre sí. Además su artículo V expresa: que las Partes Contratantes que no son Partes del Tratado Antártico reconocen las obligaciones y responsabilidades especiales de las Partes Consultivas del Tratado Antártico en materia de protección y preservación del medio ambiente en la zona del Tratado Antártico. Además, dichas Partes Contratantes aceptan respetar las medidas acordadas por las RCTA para la protección del medio ambiente antártico.
Existió además otro acuerdo denominado Medidas acordadas para la conservación de la flora y fauna de la Antártida, que se acordó en la tercera Reunión Consultiva del Tratado Antártico en Bruselas en 1964, como recomendación número VIII. Este acuerdo fue ratificado por 21 países miembros de Tratado Antártico y perdió vigor el 1 de julio de 2011 por decisión de la RCTA de Buenos Aires. Otro acuerdo fue la Convención para la Reglamentación de las Actividades sobre Recursos Minerales Antárticos (CRAMRA), firmada en Wellington, Nueva Zelanda, el 2 de junio de 1988 por 19 países, pero que no fue ratificada por ninguno y luego la remplazó el Protocolo de Madrid de 1991.

## Antecedentes

### Los incidentes
Desde el 26 de agosto de 1946 y hasta comienzos de 1947 se realizó la Operación Highjump, la mayor fuerza militar expedicionaria que los Estados Unidos haya enviado a la Antártida hasta el presente, compuesta por 13 buques, 4700 hombres y numerosos aparatos aéreos. Tenía entre sus objetivos entrenar personal militar y probar material en condiciones de frío extremo para una eventual guerra en el Ártico.
Algunos incidentes se habían producido durante la Segunda Guerra Mundial y uno nuevo se produjo en la bahía Esperanza el 1 de febrero de 1952, cuando militares argentinos hicieron disparos de advertencia sobre un grupo de británicos. La respuesta del Reino Unido fue enviar un buque de guerra que desembarcó el 4 de febrero infantes de marina en el lugar. Esto se produjo, sin embargo, después de que en 1949 Argentina, Chile y el Reino Unido firmaran una Declaración Naval Tripartita comprometiéndose a no enviar buques de guerra al sur del paralelo 60° Sur, que fue renovada anualmente hasta 1961 cuando se la consideró innecesaria al entrar en vigor el tratado. Esta declaración tripartita fue firmada tras la tensión generada cuando Argentina envió a la Antártida en febrero de 1948 una flota de 8 buques de guerra.

El 17 de enero de 1953 Argentina reinauguró en la isla Decepción el refugio Teniente Lasala, quedando en él un sargento y un cabo de la Armada Argentina. El 15 de febrero, en el incidente de la Isla Decepción, desembarcaron 32 royal marines de la fragata británica HMS Snipe armados con ametralladoras Sten, rifles y gas lacrimógeno apresando a los dos marinos argentinos. El refugio argentino y un cercano refugio chileno deshabitado fueron destruidos y los marinos argentinos fueron entregados a un barco de ese país el 18 de febrero en las islas Georgias del Sur. Un destacamento británico permaneció tres meses en la isla mientras la fragata patrulló sus aguas hasta abril.
El 4 de mayo de 1955 el Reino Unido presentó dos demandas, contra Argentina y Chile respectivamente, ante la Corte Internacional de Justicia para que esta declarara la invalidez de las reclamaciones de soberanía de los dos países sobre áreas antárticas y subantárticas. El 15 de julio de 1955 el Gobierno chileno rechazó la jurisdicción de la Corte en ese caso y el 1 de agosto lo hizo también el Gobierno argentino, por lo que el 16 de marzo de 1956 las demandas fueron archivadas.

### Camino hacia el tratado

Estaciones de investigación y territorios reclamados en la Antártida (2002)

El 2 de septiembre de 1947 el cuadrante americano de la Antártida (entre 24°O y 90°O) fue incluido como parte de la zona de seguridad del Tratado Interamericano de Asistencia Recíproca, comprometiéndose sus miembros a defenderlo en caso de agresión externa.
En agosto de 1948 los Estados Unidos propusieron que la Antártida quedara bajo tutela de las Naciones Unidas a manera de un fideicomiso administrado por Argentina, Australia, Chile, Francia, Estados Unidos, Reino Unido y Nueva Zelanda, pero la idea fue rechazada por Argentina, Australia, Chile, Francia y Noruega. Ante el rechazo, el 28 de agosto de 1948 Estados Unidos propuso a los reclamantes alguna forma de internacionalización de la Antártida, contando con el apoyo del Reino Unido. Chile respondió presentando un plan de suspender por 5 a 10 años toda reclamación antártica mientras se negociaba una solución definitiva, que no prosperó. El interés de los Estados Unidos por mantener a la Unión Soviética alejada de la Antártida se frustró cuando en 1950 este país comunicó a los reclamantes que no aceptaría ningún acuerdo antártico en el que no estuviera representada. El temor a que la URSS reaccionara haciendo una reclamación territorial trasladando la Guerra Fría a la Antártida, llevó a los Estados Unidos a no hacer ninguna. En 1956 y en 1958 la India intentó infructuosamente llevar la cuestión antártica a la Asamblea General de las Naciones Unidas.
En 1950 el Consejo Internacional de Uniones Científicas (ICSU) discutió la posibilidad de realizar un tercer Año Polar Internacional. Por sugerencia de la Organización Meteorológica Mundial la idea del Año Polar Internacional fue extendida a todo el planeta, naciendo así el Año Geofísico Internacional que tuvo lugar entre el 1 de julio de 1957 y el 31 de diciembre de 1958 y en el que participaron 66 países. En la reunión del ICSU en Estocolmo desde el 9 al 11 de septiembre de 1957 se aprobó la creación de un Comité Especial para las Investigaciones Antárticas (SCAR), invitándose a los doce países que realizaban investigaciones antárticas a enviar delegados para integrar el comité, con el objeto de intercambiar información científica entre sus miembros respecto de la Antártida. El SCAR fue luego renombrado a Comité Científico para la Investigación en la Antártida.

### La negociación
Tanto Argentina como Chile expresaron que la realización de investigaciones durante el Año Geofísico Internacional no daría ningún derecho territorial a los participantes y que las instalaciones que fueran erigidas durante ese año debían ser luego desmanteladas al finalizar el mismo. Después de que los Estados Unidos propusieran extender un año más las investigaciones antárticas, en febrero de 1958 la Unión Soviética comunicó que mantendría sus bases científicas hasta terminar las investigaciones que en ellas se realizaban. Este incremento de la tensión internacional respecto de la Antártida, y el peligro de que la Guerra Fría se extendiera a ese continente, hizo que el presidente de los Estados Unidos, Dwight D. Eisenhower, convocara a una Conferencia Antártica a los doce países activos en la Antártida durante el Año Geofísico Internacional, con el fin de firmar un tratado. En la primera fase se reunieron en Washington representantes de los doce países, que se encontraron en 60 sesiones desde junio de 1958 hasta octubre de 1959, con el objeto de definir el marco básico de negociación, pero no se llegó a ningún consenso sobre un anteproyecto. En la segunda fase se desarrolló una conferencia de más alto nivel diplomático desde el 15 de octubre al 1 de diciembre de 1959, fecha de la firma del tratado. Las ideas centrales con amplia aceptación eran la libertad de investigaciones científicas en la Antártida y el uso pacífico del continente, pero también tenían consenso su desmilitarización y el mantenimiento del statu quo.
Las posiciones de los Estados Unidos, la Unión Soviética, el Reino Unido y Nueva Zelanda coincidían en el establecimiento de una administración internacional para la Antártida, proponiendo el último que fuera en el marco de las Naciones Unidas. Australia y el Reino Unido expresaron la necesidad de inspecciones mediante observadores y el segundo proponía la utilización de medios militares para funciones logísticas. Argentina propuso que se prohibieran en la Antártida todas las explosiones atómicas, lo que provocó una crisis que duró hasta la víspera de la firma, ya que los Estados Unidos, junto con otros países, pretendía prohibir solo aquellas que se hicieran sin previo aviso y sin consulta previa. El apoyo de la URSS y de Chile a la propuesta argentina destrabó finalmente la oposición de los Estados Unidos.
La firma del tratado fue el primer acuerdo de control de armas que se produjo en el marco de la Guerra Fría y los países reclamantes lograron evitar la internacionalización de la soberanía antártica.

## Disposiciones del Tratado Antártico
El tratado consta de un preámbulo y catorce artículos, fue redactado en español, francés, inglés y ruso.

Los Gobiernos de Argentina, Australia, Bélgica, Chile, la República Francesa, Japón, Nueva Zelandia, Noruega, la Unión del África del Sur, la Unión de Repúblicas Socialistas Soviéticas, el Reino Unido de Gran Bretaña e Irlanda del Norte y los Estados Unidos de América.

Reconociendo que es en interés de toda la humanidad que la Antártida continúe utilizándose siempre exclusivamente para fines pacíficos y que no llegue a ser escenario u objeto de discordia internacional;

Reconociendo la importancia de las contribuciones aportadas al conocimiento científico como resultado de la cooperación internacional en la investigación científica en la Antártida;

Convencidos de que el establecimiento de una base sólida para la continuación y el desarrollo de dicha cooperación, fundada en la libertad de investigación científica en la Antártida, como fuera aplicada durante el Año Geofísico Internacional, concuerda con los intereses de la ciencia y el progreso de toda la humanidad.

Convencidos, también, de que un Tratado que asegure el uso de la Antártida exclusivamente para fines pacíficos y la continuación de la armonía internacional en la Antártida promoverá los propósitos y principios enunciados en la Carta de las Naciones Unidas,

Han acordado lo siguiente:
Preámbulo

### Resumen del articulado
- Artículo 1 — Uso exclusivo de la Antártida para fines pacíficos, prohibición de toda medida de carácter militar, excepto para colaborar con las investigaciones científicas. Se prohíben los ensayos de cualquier clase de armas.
- Artículo 2 — Libertad de investigación científica en la Antártida y continuidad de la cooperación como en el Año Geofísico Internacional de 1957.
- Artículo 3 — Compromiso de intercambio de información sobre los proyectos de programas científicos en la Antártida, personal científico y libre disponibilidad de las observaciones y resultados científicos.
- Artículo 4 — Ninguna disposición del tratado se interpretará como renuncia o menoscabo o como perjudicial a los derechos de soberanía territorial o a las reclamaciones territoriales en la Antártida, previamente declaradas. Ninguna actividad que se realice mientras esté en vigencia el tratado servirá para hacer valer, crear, apoyar o negar un fundamento de reclamación de soberanía territorial. Se prohíbe la ampliación o creación de nuevas reclamaciones de soberanía territorial en la Antártida mientras dure el tratado.
- Artículo 5 — Prohibición de toda explosión nuclear en la Antártida o eliminación de desechos radioactivos, excepto que sean establecidas en acuerdos internacionales en los que los miembros consultivos sean parte.
- Artículo 6 — Ámbito de aplicación del tratado en la región situada al sur de los 60° de latitud sur, incluidas todas las barreras de hielo pero no el alta mar.
- Artículo 7 — Derecho de los miembros consultivos a nombrar observadores con entera libertad de acceso, en cualquier momento, a todas las regiones de la Antártida. Obligación de abrir a los observadores todas las instalaciones, equipos, naves y aeronaves que se hallen en la Antártida. Obligación de informar previamente sobre toda expedición a la Antártida en la que un estado miembro participe, o las que pasen por los territorios de cada signatario, de todo personal o equipo militar que se introduzca en la Antártida e informar sobre las instalaciones que se ocupan.
- Artículo 8 — Extraterritorialidad de los observadores, del personal científico intercambiado y de sus acompañantes, quienes en cuanto a sus acciones estarán sometidos sólo a la jurisdicción de la parte contratante de la cual sean nacionales. Se anima a encontrar soluciones dialogadas en cualquier controversia en esos asuntos.
- Artículo 9 — Prescripción de reuniones regulares de los representantes de los miembros consultivos, siendo la primera en Canberra a los dos meses de la entrada en vigencia. Con el objeto de intercambiar informaciones, realizar consultas, formular, considerar y recomendar a los gobiernos medidas para promover los principios y objetivos del tratado y recibir los informes de los observadores. Los estados adheridos no participan de las reuniones hasta que adquieran estatus consultivo estableciendo una estación de investigación o envíen una expedición científica. Unanimidad de las decisiones en las reuniones para su puesta en vigencia.
- Artículo 10 — Compromiso de los firmantes de hacer los esfuerzos apropiados, compatible con la carta de las Naciones Unidas, para que nadie lleve a cabo en la Antártida ninguna actividad contraria a los propósitos y principios del tratado.
- Artículo 11 — Resolución de las controversias respecto a la interpretación o a la aplicación del tratado mediante consultas, negociación, investigación, mediación, conciliación, arbitraje, decisión judicial u otros medios pacíficos. Para lo que no se logre resolver, sometimiento a la Corte Internacional de Justicia, si las partes lo aceptan.
- Artículo 12 — Modificación o enmienda del tratado por unanimidad de los miembros consultivos en cualquier momento, entrando en vigencia luego de la notificación de la última ratificación. Para los adherentes, entrará en vigencia al momento en que notifiquen su ratificación, considerándose que renunciaron al tratado si no lo hacen dentro de los dos años de la entrada en vigencia para los consultivos. Luego de 30 años de vigencia, el tratado puede ser revisado en conferencia de todos los firmantes si lo solicita uno de los miembros consultivos. Toda modificación que se apruebe en esa conferencia debe contar con una mayoría de votos, incluyendo una mayoría de votos de los miembros consultivos, entrando en vigencia de igual manera que en la forma regular. En este caso, luego de 2 años se podrá renunciar al tratado, pero a partir de 2 años de su comunicación.
- Artículo 13 — El tratado debe ser ratificado de acuerdo a los procedimientos constitucionales de los estados signatarios. Podrá adherir cualquier miembro de las Naciones Unidas u otro invitado por todos los miembros consultivos. Los instrumentos de ratificación y de adhesión serán depositados ante el Gobierno de los Estados Unidos de América, que informará a los demás sobre las fechas de depósito de cada ratificación, adhesión, entrada en vigencia, modificación o enmienda del tratado. El tratado entra en vigencia al ser depositados todos los instrumentos de ratificación de los signatarios, incluso para los que adhieran antes de ese momento. Luego, entrará en vigencia para cualquier adherente al depositar su instrumento de adhesión. El tratado será registrado por el gobierno depositario conforme al Artículo 103 de la Carta de las Naciones Unidas.
- Artículo 14 — Los idiomas de confección del tratado son el inglés, francés, ruso y español. El gobierno de los Estados Unidos de América enviará copias debidamente certificadas a los signatarios y adherentes.

Excepto Nueva Zelanda, los demás firmantes originales hicieron declaraciones o reservas al tratado.

### Congelación de las disputas sobre soberanía territorial
Con la firma del tratado, las disputas territoriales de soberanía en la Antártida han perdido todo potencial peligro de generar incidentes o conflictos bélicos. El compromiso de los signatarios de no realizar en la Antártida ninguna actividad de carácter militar con fines que no sean los de cooperar con la investigación científica, así como el espíritu del tratado respecto al diálogo y la cooperación, han generado lo que frecuentemente se designa como congelamiento de los litigios antárticos. La necesaria unanimidad para modificar el tratado garantiza a los Estados reclamantes que podrán conservar todos sus derechos por tiempo indefinido sin que ningún otro Estado los menoscabe, mientras que los Estados no reclamantes tienen garantizado el ejercicio de sus derechos sin que la Antártida sea repartida mientras dure el tratado.
Respecto a la soberanía territorial sobre la Antártida, el tratado salvaguarda las opiniones de los 3 grupos de los 12 estados signatarios originales: 1) aquellos que previamente declararon su soberanía sobre parte del Antártida (Argentina, Australia, Chile, Francia, Noruega, Nueva Zelanda y el Reino Unido); 2) aquellos que se consideraron como teniendo una base para reclamar soberanía territorial en la Antártida (Estados Unidos y la Unión Soviética); 3) aquellos que no reconocieron a ningún Estado el derecho a reclamar o a tener una base de reclamo de soberanía en la Antártida (Bélgica, Japón y Sudáfrica).
En cuanto a las reclamaciones territoriales proclamadas previamente a la firma del tratado por 7 de los signatarios originales, este estipula que ninguna disposición del mismo se interpretará como una renuncia o menoscabo de los derechos o fundamentos de soberanía territorial en la Antártida esgrimidos por ellos. Establece también que ningún acto o actividad que se lleve a cabo mientras el tratado se halle en vigencia constituirá fundamento para hacer valer, apoyar o negar una reclamación de soberanía territorial en la Antártida, ni para crear derechos de soberanía en esa región. El tratado no suspende ni congela las reclamaciones de soberanía territorial en la Antártida, sino que mantiene el statu quo existente al momento de su firma preservando las posiciones de todas las partes. Lo que ha quedado congelado es lo litigioso en todos sus ámbitos. Los Estados reclamantes pueden continuar negociando entre sí sus diferencias territoriales, pero no pueden ampliarlas ni se aceptará una nueva mientras se halle vigente el artículo que lo prohíbe. No obstante esto, al adherir Ecuador en 1987, hizo reserva de sus derechos territoriales a un sector de la Antártida sobre el que había proclamado soberanía en 1967 esgrimiendo la teoría de la defrontación.
El tratado permite que los Estados reclamantes preserven sus títulos de soberanía y ejerzan esta, con las limitaciones que su firma impuso, en todos los aspectos que el tratado no regula expresamente, aunque otros estados no las reconozcan, es por eso que países como Argentina, Australia y Chile consideran a sus reclamaciones territoriales en la Antártida como partes soberanas integrales de sus respectivos territorios. Si bien el tratado menciona las reclamaciones de soberanía territorial previamente hechas valer, ni las reconoce como válidas ni las desestima.

### Representantes firmantes del tratado

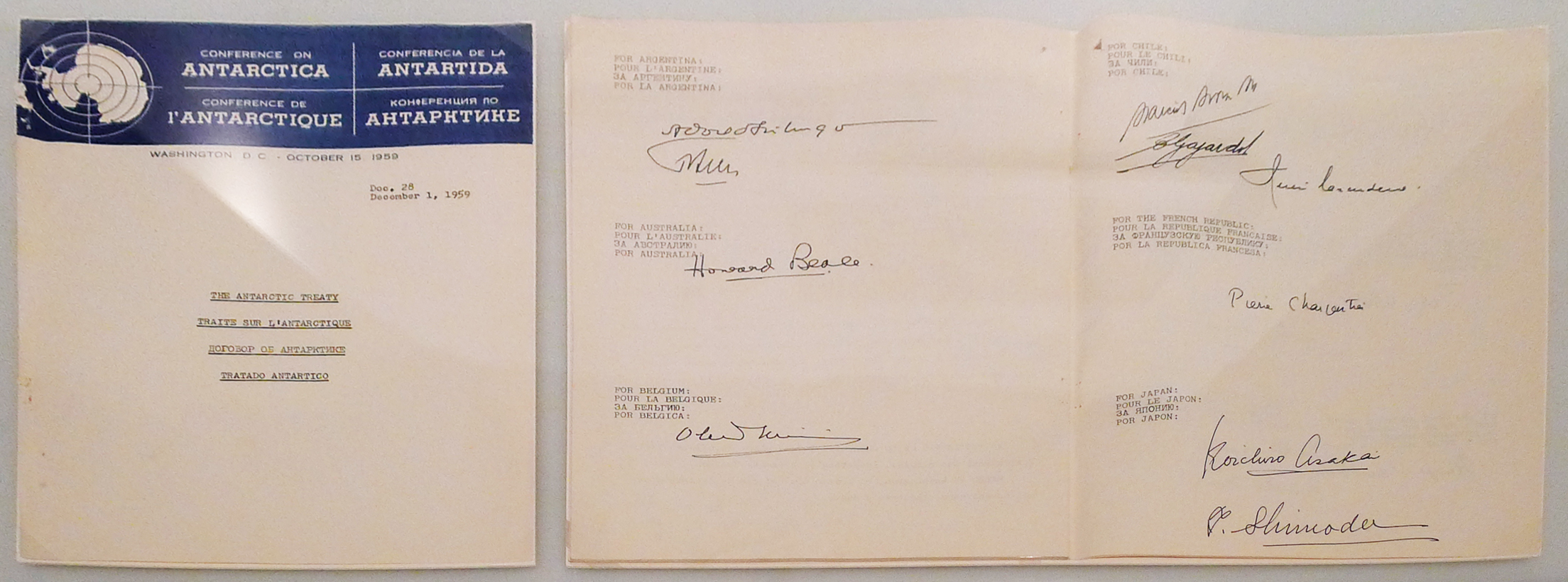
Firmas del Tratado Antártico

- República Argentina: Adolfo Scilingo, Francisco Bello[22]
- Mancomunidad de Australia: Howard Beale
- Reino de Bélgica: Obert de Thieusies
- República de Chile: Marcial Mora Miranda, Enrique Gajardo, Julio Escudero Guzmán
- República Francesa: Pierre Charpentier
- Estado de Japón: Koichiro Asakai, Takeso Shimoda
- Nueva Zelanda: G. D. L. White
- Reino de Noruega: Paul Koht
- República Sudafricana: Wentzel C. du Plessis
- Unión de Repúblicas Socialistas Soviéticas: Vasili V. Kuznetsov
- Reino Unido de Gran Bretaña e Irlanda del Norte: Harold Caccia
- Estados Unidos de América: Herman Phleger, Paul C. Daniels

## Organizaciones de administración de la Antártida
La "administración" de la Antártida, que en realidad no existe en absoluto debido a la situación legal internacional, es esencialmente absorbida por dos organizaciones:
- el Comité Científico para la Investigación en la Antártida (SCAR) que une a todas las instituciones científicas del mundo con interés en la Antártida y coordina la investigación científica. El SCAR fue establecido durante el Año Geofísico Internacional y continúa implementando los acuerdos que se hicieron en ese momento;
- el Consejo de Administradores de Programas Antárticos Nacionales (COMNAP) que coordina las actividades de las autoridades responsables de los programas antárticos nacionales.

Desde mediados de la década de 1980 se hicieron intentos para establecer una secretaría para el Sistema del Tratado Antártico, pero algunos países temían que derivara en una forma de gobierno antártico o en una burocracia. Los países anfitriones de la Reunión Consultiva del Tratado Antártico (RCTA) han establecido sitios de Internet en la década de 1990 para dar a conocer los resultados de las reuniones consultivas. El Sistema del Tratado Antártico no tuvo una institución permanente hasta el 1 de septiembre de 2004 cuando la RCTA de Ciudad del Cabo creó la Secretaría del Tratado Antártico con sede en Buenos Aires, Argentina.
La Secretaría del Tratado Antártico es una organización creada para el manejo de varias tareas, tales como la organización de los encuentros anuales de los signatarios del tratado o la publicación del informe anual. Otras actividades incluyen el soporte de las sesiones del Comité para la Protección Ambiental, aumentando la comunicación entre los signatarios del tratado, así como la recopilación, archivo y distribución de información.
El primer secretario ejecutivo fue el neerlandés Johannes Huber, quien ocupó el cargo hasta el 31 de agosto de 2009, cuando fue sucedido por el alemán Manfred Reinke, quien fue elegido por el encuentro consultivo de abril de 2009 en Baltimore.

## Reuniones consultivas del Tratado Antártico
Tras la Conferencia Antártica de 1959 se han realizado, desde 1961 hasta 2024, 46 reuniones consultivas del Tratado Antártico (RCTA). Desde 1998 esas reuniones se hacen en conjunto con las reuniones del Comité para la Protección del Medio Ambiente, de las cuales se efectuaron 17. Otras 28 reuniones consultivas especiales del Tratado Antártico se efectuaron en diversas partes del mundo, la última en 2000. También se han realizado 10 reuniones de expertos y 4 conferencias diplomáticas. 
A las reuniones consultivas asisten los siguientes representantes:
- De los 29 países denominados "Partes Consultivas".
- De los 29 países denominados "Partes no Consultivas".
- De los "observadores". Estos son el Comité Científico para la Investigación en la Antártida (SCAR), la Convención para la Conservación de Recursos Vivos Marinos Antárticos (CCRVMA) y el Consejo de Administradores de los Programas Antárticos Nacionales (COMNAP).
- De invitados. Como la Coalición Antártica y del Océano Austral (ASOC) y la Asociación Internacional de Operadores Turísticos en la Antártida (IAATO).

Sólo las Partes Consultivas participan en la adopción de las decisiones. Sin embargo, los demás participantes en la reunión pueden contribuir a las deliberaciones. Sus resoluciones no son jurídicamente vinculantes, en cambio las Medidas sí lo son para las Partes Consultivas, cuando son adoptadas por unanimidad.
Las reuniones consultivas se efectuaron en las siguientes ciudades:
1. Camberra, Australia (1961)
2. Buenos Aires, Argentina (1962)
3. Bruselas, Bélgica (1964)
4. Santiago de Chile, Chile (1966)
5. París, Francia (1968)
6. Lima, Perú (1969)
7. Tokio, Japón (1970)
8. Wellington, Nueva Zelanda (1972)
9. Oslo, Noruega (1975)
10. Londres, Reino Unido (1977)
11. Washington D. C., Estados Unidos (1979)
12. Buenos Aires, Argentina (1981)
13. Camberra, Australia (1983)
14. Bruselas, Bélgica (1985)
15. Río de Janeiro, Brasil (1987)
16. París, Francia (1989)
17. Bonn, Alemania (1991)
18. Venecia, Italia (1992)
19. Kioto, Japón (1994)
20. Seúl, Corea del Sur (1995)
21. Utrecht, Países Bajos (1996)
22. Christchurch, Nueva Zelanda (1997)
23. Tromso, Noruega (1998)
24. San Petersburgo, Rusia (2001)
25. Varsovia, Polonia (2002)
26. Madrid, España (2003)
27. Ciudad del Cabo, Sudáfrica (2004)
28. Estocolmo, Suecia (2005)
29. Edimburgo, Reino Unido (2006)
30. Nueva Delhi, India (2007)
31. Kiev, Ucrania (2008)
32. Baltimore, Estados Unidos (2009)
33. Punta del Este, Uruguay (2010)
34. Buenos Aires, Argentina (2011)
35. Hobart, Australia (2012)
36. Bruselas, Bélgica (2013)
37. Brasilia, Brasil (2014)
38. Sofía, Bulgaria (2015)
39. Santiago de Chile, Chile (2016)
40. Pekín, China (2017)
41. Buenos Aires, Argentina (2018)
42. Praga, Chequia (2019)
43. París, Francia (2021)
44. Berlín, Alemania (2022)
45. Helsinki, Finlandia (2023)
46. Cochín, India (2024)

La correspondiente a 2025 se realizará en Milán,  Italia.

## Miembros parte del Tratado Antártico y de su sistema

Mapa actualizado al 11 de diciembre de 2024
País con estatus consultivo original, con reclamación territorial
País con estatus consultivo original que reservó el derecho a realizar una reclamación territorial
País con estatus consultivo, sin reclamación territorial
País sin estatus consultivo
País no firmante del tratado

De los 58 países signatarios, 29 de estos son «partes consultivas», formando un grupo compuesto por los países signatarios originales y los adherentes consultivos; todos los miembros de este grupo son consultivos, teniendo derecho a voz y voto en las reuniones consultivas del tratado. A cada uno de los restantes 29 países que ha adherido al tratado se lo considera «parte no consultiva», se lo invita a asistir a las reuniones pero no participa en la toma de decisiones al tener solo voz, pero podrá llegar a ser consultivo si construye una base antártica o realiza «investigaciones científicas importantes» en la región. Los firmantes originales no pierden su carácter consultivo si no realizan investigaciones científicas.
| País signatario    | Signatario original                  | Fecha de adhesión | Fecha de estatus consultivo                                     | Protocolo Ambiental      | Convención para la Conservación de las Focas Antárticas (CCFA)                                                              | Convención para la Conservación de Recursos Vivos Marinos Antárticos (CCAMLR) (*7) | Reclamaciones territoriales, reservas de derechos y tomas de posesión |
| ------------------ | ------------------------------------ | --- | --------------------------------------------------------------- | ------------------------ | --- | ---------------------------------------------------------------------------------- | --- |
| Alemania           | No                                   | 19 de noviembre de 1974 (República Democrática de Alemania)(*1) 5 de febrero de 1979 (República Federal de Alemania) | 3 de marzo de 1981 (Occidental) 5 de octubre de 1987 (Oriental) | 14 de enero de 1998      | adhesión: 30 de septiembre de 1987 (República Federal de Alemania)                                                          | firmante                                                                           | (Toma de posesión para Alemania por Ritscher en 1939 en Nueva Suabia. No reclamado por Alemania) |
| Arabia Saudita     | No                                   | 22 de mayo de 2024                                                                                                   | No                                                              | No                       | No | No                                                                                 | No |
| Argentina          | 23 de junio de 1961                  | - | 23 de junio de 1961                                             | 14 de enero de 1998      | ratificación: 7 de marzo de 1978                                                                                            | firmante                                                                           | Departamento Antártida Argentina (Declaración de derechos en 1906 y 1940. Reclamación formal en 1927. Delimitación en 1942, 1946 y 1957. Toma de posesión por Oddera en 1942). Islas Orcadas del Sur de la provincia de Tierra del Fuego, Antártida e Islas del Atlántico Sur (Ocupación permanente en 1904. Reclamación formal en 1906, 1925 y 1927. Delimitación en 1970) (Incorporadas al departamento Antártida Argentina el 27 de octubre de 2017) |
| Australia          | 23 de junio de 1961                  | - | 23 de junio de 1961                                             | 14 de enero de 1998      | ratificación: 1 de julio de 1987                                                                                            | firmante                                                                           | Territorio Antártico Australiano (Tomas de posesión para el Reino Unido: Ross en 1841, Mawson en 1930 y dos veces en 1931. Transferencia de derechos a Australia y reclamación formal en 1933) |
| Austria            | No                                   | 25 de agosto de 1987                                                                                                 | No                                                              | 26 de agosto de 2021     | No | No                                                                                 | No |
| Bélgica            | 23 de junio de 1961                  | - | 23 de junio de 1961                                             | 14 de enero de 1998      | ratificación: 9 de febrero de 1978                                                                                          | firmante                                                                           | No |
| Bielorrusia        | No                                   | 27 de diciembre de 2006                                                                                              | No                                                              | 15 de agosto de 2008     | No | No                                                                                 | No |
| Brasil             | No                                   | 16 de mayo de 1975                                                                                                   | 27 de septiembre de 1983                                        | 14 de enero de 1998      | adhesión: 11 de febrero de 1991                                                                                             | firmante                                                                           | Reservó el derecho a proteger sus intereses en la Antártida si se revisa el tratado (1987) |
| Bulgaria           | No                                   | 11 de septiembre de 1978                                                                                             | 5 de junio de 1998                                              | 21 de mayo de 1998       | No | adherente                                                                          | No |
| Canadá             | No                                   | 4 de mayo de 1988 | No                                                              | 13 de diciembre de 2003  | adhesión: 4 de octubre de 1990                                                                                              | adherente                                                                          | No |
| Chile              | 23 de junio de 1961                  | - | 23 de junio de 1961                                             | 14 de enero de 1998      | ratificación: 7 de febrero de 1980                                                                                          | firmante                                                                           | Territorio Chileno Antártico (Declaración de derechos en 1906. Reclamación formal en 1940) |
| China              | No                                   | 8 de junio de 1983                                                                                                   | 7 de octubre de 1985                                            | 14 de enero de 1998      | No | firmante                                                                           | No |
| Colombia           | No                                   | 31 de enero de 1989                                                                                                  | No                                                              | 14 de marzo de 2020      | No | No                                                                                 | No |
| Corea del Norte    | No                                   | 21 de enero de 1987                                                                                                  | No                                                              | No                       | No | No                                                                                 | No |
| Corea del Sur      | No                                   | 28 de noviembre de 1986                                                                                              | 9 de octubre de 1989                                            | 14 de enero de 1998      | No | firmante                                                                           | No |
| Costa Rica         | No                                   | 11 de agosto de 2022                                                                                                 | No                                                              | No                       | No | No                                                                                 | No |
| Cuba               | No                                   | 16 de agosto de 1984                                                                                                 | No                                                              | No                       | No | No                                                                                 | No |
| Dinamarca          | No                                   | 20 de mayo de 1965                                                                                                   | No                                                              | No                       | No | No                                                                                 | No |
| Ecuador            | No                                   | 15 de septiembre de 1987                                                                                             | 19 de noviembre de 1990                                         | 14 de enero de 1998      | No | No                                                                                 | Declaró sus derechos sobre el sector 84°30′O-96°30′O conforme a la teoría de la defrontación en 1967. Reclamación formal en 1987) |
| EAU                | No                                   | 11 de diciembre de 2024                                                                                              | No                                                              | No                       | No | No                                                                                 | No |
| Eslovaquia         | No                                   | 1 de enero de 1993 (*3)                                                                                              | No                                                              | No                       | No | No                                                                                 | No |
| Eslovenia          | No                                   | 22 de abril de 2019                                                                                                  | No                                                              | No                       | No | No                                                                                 | No |
| España             | No                                   | 31 de marzo de 1982                                                                                                  | 21 de septiembre de 1988                                        | 14 de enero de 1998      | No | firmante                                                                           | No |
| Estados Unidos     | 23 de junio de 1961                  | - | 23 de junio de 1961                                             | 14 de enero de 1998      | ratificación: 19 de enero de 1977                                                                                           | firmante                                                                           | Reservó todos sus derechos sobre la Antártida, incluso a reclamar territorios (1934, 1958) (Tomas de posesión para Estados Unidos: Gould en 1929 en la Tierra de Marie Byrd, Ellsworth en 1935 en la Tierra de Ellsworth y en 1939 en la barrera de hielo Amery. No reclamadas por Estados Unidos) |
| Estonia            | No                                   | 17 de mayo de 2001                                                                                                   | No                                                              | No                       | No | No                                                                                 | No |
| Finlandia          | No                                   | 15 de mayo de 1984                                                                                                   | 20 de octubre de 1989                                           | 14 de enero de 1998      | No | adherente                                                                          | No |
| Francia            | 23 de junio de 1961                  | - | 23 de junio de 1961                                             | 14 de enero de 1998      | aceptación: 19 de febrero de 1975                                                                                           | firmante                                                                           | Tierra Adelia (Toma de posesión para Francia por D'Urville en 1840. Reclamación formal en 1924 y delimitación en 1938) |
| Grecia             | No                                   | 8 de enero de 1987                                                                                                   | No                                                              | 14 de enero de 1998      | No | adherente                                                                          | No |
| Guatemala          | No                                   | 31 de julio de 1991                                                                                                  | No                                                              | No                       | No | No                                                                                 | No |
| Hungría            | No                                   | 27 de enero de 1984                                                                                                  | No                                                              | No                       | No | No                                                                                 | No |
| India              | No                                   | 19 de agosto de 1983                                                                                                 | 12 de septiembre de 1983                                        | 14 de enero de 1998      | No | firmante                                                                           | No |
| Islandia           | No                                   | 13 de octubre de 2015                                                                                                | No                                                              | No                       | No | No                                                                                 | No |
| Italia             | No                                   | 18 de marzo de 1981                                                                                                  | 5 de octubre de 1987                                            | 14 de enero de 1998      | adhesión: 2 de abril de 1992                                                                                                | firmante                                                                           | No |
| Japón              | 23 de junio de 1961                  | - | 23 de junio de 1961                                             | 14 de enero de 1998      | aceptación: 28 de agosto de 1980                                                                                            | firmante                                                                           | Renunció a todo derecho territorial por el inciso e del artículo 2 del Tratado de San Francisco en 1951 |
| Kazajistán         | No                                   | 27 de enero de 2015                                                                                                  | No                                                              | No                       | No | No                                                                                 | No |
| Malasia            | No                                   | 31 de octubre de 2011                                                                                                | No                                                              | 14 de septiembre de 2016 | No | No                                                                                 | No |
| Mónaco             | No                                   | 31 de mayo de 2008                                                                                                   | No                                                              | 31 de julio de 2009      | No | No                                                                                 | No |
| Mongolia           | No                                   | 23 de marzo de 2015                                                                                                  | No                                                              | No                       | No | No                                                                                 | No |
| Noruega            | 23 de junio de 1961                  | - | 23 de junio de 1961                                             | 14 de enero de 1998      | ratificación: 10 de diciembre de 1973                                                                                       | firmante                                                                           | Tierra de la Reina Maud (Reclamación formal en 1939). Isla Pedro I (Toma de posesión para Noruega por Olstad en 1929. Reclamación formal en 1931). (Toma de posesión de la meseta polar por Amundsen en 1911, no reclamada por Noruega). |
| Nueva Zelanda      | 23 de junio de 1961                  | - | 23 de junio de 1961                                             | 14 de enero de 1998      | No (*6) | firmante                                                                           | Dependencia Ross (Toma de posesión para el Reino Unido por Ross dos veces en 1841. Reclamación formal por el Reino Unido en 1923. Transferencia a Nueva Zelanda en 1947 por su independencia) |
| Países Bajos       | No                                   | 30 de marzo de 1967 (*4)                                                                                             | 19 de noviembre de 1990                                         | 14 de enero de 1998      | No | adherente                                                                          | No |
| Pakistán           | No                                   | 1 de marzo de 2012                                                                                                   | No                                                              | 31 de marzo de 2012      | No | adherente                                                                          | No |
| Papúa Nueva Guinea | No                                   | 16 de marzo de 1981 (*5)                                                                                             | No                                                              | No                       | No | No                                                                                 | No |
| Perú               | No                                   | 10 de abril de 1981                                                                                                  | 9 de octubre de 1989                                            | 14 de enero de 1998      | No | adherente                                                                          | Declaró que propicia la vigencia de un régimen internacional sin desmedro de los derechos que le correspondan (1979 y 1993). Reservó derechos en 1981. |
| Polonia            | No                                   | 23 de junio de 1961                                                                                                  | 29 de julio de 1977                                             | 14 de enero de 1998      | adhesión: 15 de agosto de 1980                                                                                              | firmante                                                                           | No |
| Portugal           | No                                   | 29 de enero de 2010                                                                                                  | No                                                              | 10 de octubre de 2014    | No | No                                                                                 | No |
| Reino Unido        | 23 de junio de 1961                  | - | 23 de junio de 1961                                             | 14 de enero de 1998      | ratificación: 10 de septiembre de 1974                                                                                      | firmante                                                                           | Territorio Antártico Británico (Tomas de posesión para el Reino Unido: Smith en 1819, Bransfield dos veces en 1820, Powell en 1821, Foster en 1829, Biscoe en 1832 y Ross en 1843. Reclamación formal en 1905, delimitación en 1908 y 1917) |
| República Checa    | No                                   | 1 de enero de 1993 (*3)                                                                                              | 1 de abril de 2014                                              | 24 de septiembre de 2004 | No | No                                                                                 | No |
| Rumania            | No                                   | 15 de septiembre de 1971                                                                                             | No                                                              | 5 de marzo de 2003       | No | No                                                                                 | No |
| Rusia              | 23 de junio de 1961 (como URSS (*2)) | - | 23 de junio de 1961                                             | 14 de enero de 1998      | ratificación: 8 de febrero de 1978 (Unión de Repúblicas Socialistas Soviéticas) - continuación: 14 de enero de 1992 (Rusia) | firmante                                                                           | Reservó derechos basados en los descubrimientos de marineros rusos, incluso el de reclamar territorios (1939, 1958) |
| San Marino         | No                                   | 14 de febrero de 2023                                                                                                | No                                                              | No                       | No | No                                                                                 | No |
| Sudáfrica          | 23 de junio de 1961                  | - | 23 de junio de 1961                                             | 14 de enero de 1998      | ratificación: 15 de agosto de 1972                                                                                          | firmante                                                                           | No |
| Suecia             | No                                   | 24 de abril de 1984                                                                                                  | 21 de septiembre de 1988                                        | 14 de enero de 1998      | No | firmante                                                                           | No |
| Suiza              | No                                   | 15 de noviembre de 1990                                                                                              | No                                                              | 1 de junio de 2017       | No | No                                                                                 | No |
| Turquía            | No                                   | 24 de enero de 1996                                                                                                  | No                                                              | 27 de octubre de 2017    | No | No                                                                                 | No |
| Ucrania            | No                                   | 28 de octubre de 1992                                                                                                | 4 de junio de 2004                                              | 24 de junio de 2001      | No | firmante                                                                           | No |
| Uruguay            | No                                   | 11 de enero de 1980                                                                                                  | 7 de octubre de 1985                                            | 14 de enero de 1998      | No | firmante                                                                           | Reservó sus derechos en la Antártida, de acuerdo con la legislación Internacional (1980) |
| Venezuela          | No                                   | 24 de marzo de 1999                                                                                                  | No                                                              | 31 de agosto de 2014     | No | No                                                                                 | No |

(*1)  República Democrática Alemana (República Democrática Alemana) se integró a la República Federal Alemana (Alemania Occidental) el 3 de octubre de 1990.

(*2) Rusia asumió los derechos de la  Unión Soviética al desaparecer esta el 25 de diciembre de 1991, lo cual fue comunicado por nota el 13 de enero de 1992.

(*3)  Checoslovaquia adhirió el 14 de junio de 1962 y desapareció como país a la medianoche del 31 de diciembre de 1992, siendo sucedida por los dos países resultantes la República Checa y Eslovaquia el 1 de enero de 1993.

(*4) El instrumento de los  Países Bajos de acceso al tratado establece que el acceso es para el Reino en Europa, Surinam y las Antillas Neerlandesas.  Surinam se convirtió en un estado independiente el 25 de noviembre de 1975 y luego no adhirió al tratado.

(*5)  Papúa Nueva Guinea notificó el 16 de marzo de 1981 que desde la fecha de su independencia el 16 de septiembre de 1975, adhería al tratado como sucesora de Australia.

(*6)  Nueva Zelanda firmó la CCFA el 9 de junio de 1972 pero nunca la ratificó.

(*7)  Unión Europea y  Namibia no son parte del Tratado Antártico pero sí firmaron la CCAMLR, mientras que  Islas Cook,  Mauricio,  Panamá y  Vanuatu son los miembros adherentes a la CCAMLR que no son parte del tratado.

## Países no firmantes del tratado
En cuanto a los países que no son firmantes del tratado, existen dos teorías al respecto: una plantea que el tratado tiene carácter erga omnes, es decir que es obligatorio para todo el mundo, y otra que no es obligatorio para los países que no son signatarios. En cualquier caso, el tratado establece el compromiso de los firmantes de hacer los esfuerzos apropiados para impedir que alguien lleve a cabo una actividad contraria a los propósitos y principios del tratado.
En 1987 la organización no gubernamental Greenpeace estableció en el cabo Evans de la isla Ross la base de verano World Park para presionar a los países del Tratado Antártico a fin de que declaren a la Antártida como parque mundial. Greenpeace cerró y desmanteló completamente la base en 1992, sin haber recibido asistencia alguna de los miembros del tratado.
Pakistán inauguró la base antártica Jinnah el 25 de enero de 1991 y se adhirió al Tratado Antártico el 1 de marzo de 2012.